# Rhododendron catawbiense
Espèce
Statut de conservation UICN

 LC  : Préoccupation mineure
Rhododendron catawbiense est une espèce de rhododendrons originaire de l'Est des États-Unis.